# Hopelessly Devoted to You
Hopelessly Devoted to You è un brano musicale pop-rock inciso nel 1978 da Olivia Newton-John e facente parte della colonna sonora del film Grease. Autore del brano è John Farrar.
Il brano ricevette una nomination al Premio Oscar come miglior canzone originale, mentre il singolo, prodotto da John Farrar, raggiunse il primo posto delle classifiche in Belgio e nei Paesi Bassi, il secondo nel Regno Unito  e il terzo negli Stati Uniti  .
Vari artisti hanno inciso una cover del brano.

## Storia
A riprese già iniziate, non era stato ancora scelto il brano da far interpretare nel film Grease ad Olivia Newton-John, che pur per contratto doveva eseguire una hit tutta sua.
Il produttore John Farrar propose così un brano scritto da lui, Hopeless Devoted to You., brano che inizialmente non convinse del tutto il regista Randal Kleiser.

## Tracce
7"
1. Olivia Newton John – Hopelessly Devoted to You – 3:01 (John Farrar)
2. Grease Orchestra – Love Is A Many-Splendored Thing – 1:37

## Classifiche
| Classifica    | Posizione massima | Nr. di settimane |
| ------------- | ----------------- | ---------------- |
| Belgio        | 1                 | 12               |
| Nuova Zelanda | 6                 | 13               |
| Paesi Bassi   | 1                 | 16               |
| Regno Unito   | 2                 |                  |
| Stati Uniti   | 3                 |                  |

## Premi
- 1979: Nomination al  Premio Oscar come miglior canzone originale[3]

## Cover
Tra gli artisti che hanno inciso o eseguito pubblicamente una cover del brano, figurano (in ordine alfabetico):
- Maria Arredondo (2008)
- Shirley Bassey (1995)
- Mariah Carey (con Olivia Newton-John)
- Kelly Clarkson
- Kristin Chenoweth (2008)
- Skeeter Davis (1982)
- Tonny Eyck (1978; versione strumentale)
- Ferrante & Teicher
- Fool Moon feat. Hien (2014)
- Cast di Glee
- Jørgen Ingmann (1979; versione strumentale)
- Jill Johnson (2003)
- Heidi Kyrö
- Sofie Lassen-Kahlke (2004)
- Less Than Jake (2001)
- Helene Lundström (2006)
- Marlisa (2014)
- Renée Martel (1978)
- Anita Meyer (1987)
- The Moonlight Orchestra
- Elaine Paige (2006)
- The Phil Hopkins Orchestra (2002)
- Sha-Na (1995)
- The Sheldrakes (1999)
- Sonia (singolo del 1994)
- Orchestra di Alan Tew
- Kris Wauters (1993)

### Adattamenti in altre lingue
- Il brano è stato adattato in tedesco da Peter Orloff con il titolo Hoffnungslos verliebt in dich ed interpretato in questa versione nel 1978 da Elfi Graf[4][5]
- Il brano è stato adattato in olandese da Christill con il titolo Hopeloos verliefd op jou ed interpretato in questa versione nel 1993 da Sandra Kim[5]
- Il brano è stato adattato in francese da Rosario Marino-Atria con il titolo Saisis ta chance ed interpretato in questa versione nel 1993 da Sandra Kim[5]
- Il brano è stato adattato in finlandese da Hector con il titolo Kiinni rakkautees niin mä jäin ed interpretato in questa versione nel 1996 da Anu Hälvä[5]
- Il brano è stato adattato in olandese da Daniel Ditmar con il titolo Hopeloos betoverd door jou ed interpretato in questa versione nel 1998 da Ann De Winne
- Il brano è stato adattato in italiano da Michele Renzullo e  Silvio Testi con il titolo Sono destinata a te ed interpretato in questa versione nel 1997 da Lorella Cuccarini che interpretò il ruolo di Sandy nella prima trasposizione italiana del musical Grease. Il brano è presente anche nel CD con i brani dello spettacolo.